# Louis Réard
Louis Réard (* 1897 in Frankreich; † 16. September 1984 in Lausanne, Schweiz) war ein französischer Maschinenbauingenieur und gilt als Erfinder des Bikinis.
Réard gab dem Kleidungsstück seinen Namen und wagte die Präsentation durch das Revuegirl Micheline Bernardini am 5. Juli 1946 in Paris in einer Zeit, als das Tragen eines Bikinis ein Skandal war. Das Schockierende an der neuen Badebekleidung war offensichtlich das Spannungsverhältnis zwischen Nacktheit und Verhüllung. So sagt Réard treffend bei der Vorstellung im Schwimmbad Piscine Molitor: „Der Bikini ist so klein, dass er alles über die Trägerin enthüllt bis auf den Geburtsnamen ihrer Mutter!“ 
Danach ließ er sich beim französischen Patentamt am 18. Juli 1946 unter der Nr. 19431 und dem Namen Bikini den neuen Badeanzug als Gebrauchsmuster schützen. Dieser Schutz hielt nur wenige Jahre, denn schnell wurde der Bikini weltweit von den Modemachern kopiert und von den Frauen akzeptiert.
| Personendaten    | Personendaten                                               |
| ---------------- | ----------------------------------------------------------- |
| NAME             | Réard, Louis                                                |
| KURZBESCHREIBUNG | französischer Maschinenbauingenieur und Erfinder des Bikini |
| GEBURTSDATUM     | 1897                                                        |
| GEBURTSORT       | Frankreich                                                  |
| STERBEDATUM      | 16. September 1984                                          |
| STERBEORT        | Lausanne, Schweiz                                           |